# Yancowinnaïta
La yancowinnaïta és un mineral de la classe dels fosfats, que pertany al grup de la tsumcorita.

## Característiques
La yancowinnaïta és un arsenat de fórmula química PbCuAl(AsO₄)₂OH(H₂O). Va ser aprovada com a espècie vàlida per l'Associació Mineralògica Internacional l'any 2010. Cristal·litza en el sistema triclínic. Es troba en agregats en forma de rosetes que fan sobrecreixements en gartrellita. La seva duresa a l'escala de Mohs és 3.

## Formació i jaciments
Va ser descoberta a Kintore Opencut, Broken Hill, al comtat de Yancowinna, a Nova Gal·les del Sud (Austràlia), l'únic indret on ha estat trobada. Es troba en capes en matriu de goethita i granat. Sol trobar-se associada a altres minerals com: mimetita, goethita, granat, clorargirita, carminita, agardita-(Y) i minerals de la sèrie que formen la beudantita i la segnitita.